# Androsteron
Androsteron (ADT) ist ein Androgen (männliches Sexualhormon). Es ist ein unter anderem in der Leber gebildeter Metabolit des Sexualhormons Testosteron mit schwach androgener Aktivität. Androsteron regelt wie Testosteron den Geschlechtstrieb und ist wichtig für die Ausbildung der männlichen sekundären Geschlechtsmerkmale.
Androsteron war das erste isolierte Steroidhormon. Es wurde 1931 von Adolf Butenandt und Kurt Tscherning in männlichem Harn gefunden. Dazu destillierten sie 25.000 Liter und extrahierten hieraus 50 Milligramm kristallines Androsteron.